# Distrito de Binh Thanh
Binh Thanh (em Vietnameita:Bình Thạnh) é um dos 24 distritos da Cidade de Ho Chi Minh, no Vietnam. Está localizado na região norte da cidade . Com uma área total de 20,76 km², o distrito tem uma população de 479 733 habitantes, de acordo com dados de 2010. É um dos distritos mais populosos da Cidade de Ho Chi Minh. O distrito está dividido em 20 subconjuntos que são chamados de alas.